# Danis sakitatus
Danis sakitatus är en fjärilsart som beskrevs av Ribbe 1926. Danis sakitatus ingår i släktet Danis och familjen juvelvingar. Inga underarter finns listade i Catalogue of Life.